# 5a Divisió (Exèrcit Popular de la República)
La 5a Divisió va ser una de les divisions de l'Exèrcit Popular de la República que es van organitzar durant la Guerra Civil espanyola sobre la base de les Brigades Mixtes. Va estar desplegada en els fronts de Madrid i Llevant.

## Historial
La unitat va ser creada el 31 de desembre de 1936, en el si del Cos d'Exèrcit de Madrid. Cobria el segon sector del front de Madrid, des de la tàpia del Pardo fins al riu Manzanares. Tenia la seva caserna general en el Palau del Pardo. La divisió va quedar composta per les brigades mixtes «A», 38a i 39a, amb 8.166 efectius humans i nou peces d'artilleria.
La 5a Divisió va tenir un paper rellevant durant la Tercera batalla de la carretera de La Corunya, defensant els accessos a Madrid, el pont de San Fernando i la muntanya del Pardo. Posteriorment la unitat va passar a integrar-se en el II Cos d'Exèrcit, i després en el VI Cos d'Exèrcit, i va quedar en el front de Madrid.
En la primavera de 1938 el general Miaja la va enviar al front de Llevant com a reforç de les forces republicanes que resistien l'ofensiva franquista. La 5a Divisió, situada entre les divisions 25a i 39a, va mantenir les seves posicions defensives i va aconseguir evitar la derrota de les unitats republicanes desplegades en la zona del Maestrat. La unitat va mantenir la resistència en aquesta zona durant algunes setmanes, sofrint-ne un dur desgast. Posteriorment la 5a Divisió va passar al XIX Cos d'Exèrcit, destacant-se en la resistència que va oferir al Cos d'Exèrcit de Navarra a Campillo.
Durant la resta de la contesa no va intervenir en operacions militars de rellevància.

## Comandaments
Comandants
- comandant d'Infanteria Juan Perea Capulino;[9]
- comandant mèdic Miguel Palacios Martínez;[2]
- major de milícies José Penido Iglesias;[10]

Comissaris
- Tomás Sanz Asensio, de la CNT;[11]

Caps d'Estat Major
- comandant d'infanteria Joaquín Martí Sánchez;[12]
- tinent d'infanteria Francisco Garrido Romero;
- major de milícies Paulino García Puente;
- comandant d'infanteria Juan Miguel Mari;

## Ordre de batalla
| Data               | Cos d'Exèrcit adscrit   | Brigades Mixtes integrades | Front de batalla |
| ------------------ | ----------------------- | -------------------------- | ---------------- |
| Desembre de 1936   | Cos d'Exèrcit de Madrid | 5a, 38a i 39a              | Centre           |
| Març de 1937       | II Cos d'Exèrcit        | 21a, 38a i 39a             | Centre           |
| 7 d'abril de 1937  | VI Cos d'Exèrcit        | 39a i 48a                  | Centre           |
| Desembre de 1937   | VI Cos d'Exèrcit        | 39a, 48a i 112a            | Centre           |
| 12 de maig de 1938 | XIII Cos d'Exèrcit      | 28a, 39a, 16a i 97a        | Llevant          |
| 9 de juny de 1938  | XIX Cos d'Exèrcit       | 2a, 28a i 97a              | Llevant          |
| 18 de juny de 1938 | XIX Cos d'Exèrcit       | 2a, 28a i 39a              | Llevant          |